# Chiaia di Luna
Chiaia di Luna é uma enseada e uma praia localizada na ilha de Ponza na Itália.

## Etimologia
O nome "Chiaia di Luna" tem sua origem na língua napolitana, onde chiaia significa "praia". A baía recebeu o nome Luna devido à sua forma característica, que lembra a de uma lua crescente.

## Geografia
A enseada, a maior da ilha, é cercada por altas falésias de tufo que dominam a estreita faixa de areia que forma a praia. Um túnel romano da era augustea, inteiramente escavado no tufo, conecta a praia ao porto de Ponza. Devido à instabilidade da rocha que compõe a escarpada falésia o acesso à praia está interditado.

A baía é delimitada pela Punta del Fieno ao sul e pela Punta di Capo Bianco ao norte.